# «Русский вопрос» к концу XX века
«„Русский вопрос“ к концу XX века» — историко-публицистическое эссе Александра Солженицына, написанное в марте 1994 года, накануне возвращения на родину.
Эссе содержит краткий обзор русской истории от XVII века (Смутное время) до 1990-х годов, которые автор характеризует как «глухое падение и падшее состояние русского народа» и «Великую Русскую Катастрофу». По собственным словам автора, краткий анализ русской истории четырёх последних веков, в особенности, её «промахов», сделан для того, чтобы понять первопричины и истоки нынешнего «падшего состояния»:

Три таких великих болезненных Смуты — Семнадцатого века, Семнадцатого года и нынешняя — ведь они не могут быть случайностью. Какие-то коренные государственные и духовные пороки привели к ним. Если мы четыре века растрачивали народную силу на ненужное внешнее, а в Девятьсот Семнадцатом могли так слепо клюнуть на дешёвые призывы к грабежу и дезертирству, — то когда-то же пришло время и платить? Наше сегодняшнее жалкое положение — оно как-то накоплялось в нашей истории?

Сознательно не предлагая в этой работе никаких конкретных практических шагов по выходу из создавшегося положения (и считая себя не вправе предлагать их до возвращения на родину), Солженицын тем не менее выдвигает в качестве национальной идеи и главной составляющей «русского вопроса» в конце XX века идею «Сбережения Народа».
Многие идеи, высказанные в этой работе, нашли своё продолжение и развитие в вышедшем четыре года спустя эссе «Россия в обвале».